# Ferrovia del Nord (Austria)
La ferrovia del Nord (in lingua tedesca Nordbahn) è una linea ferroviaria a doppio binario ed elettrificata in Austria che dalla stazione di Vienna Praterstern raggiunge Břeclav. Il percorso è parte del corridoio paneuropeo IV e Ten-22, che va da Atene a Norimberga e Dresda ed è utilizzato dai treni a lunga percorrenza diretti verso Praga, Berlino e Varsavia.
L'infrastruttura originaria (all'epoca in sigla KFNB) fu costruita dalla società austriaca Kaiser Ferdinands Nordbahn a tratte, a partire dal 1837, nel territorio dell'Impero austriaco per collegare Vienna con le aree minerarie di carbone e di ferro e con quelle di sale di Bochnia, a sud di Cracovia.

## Storia

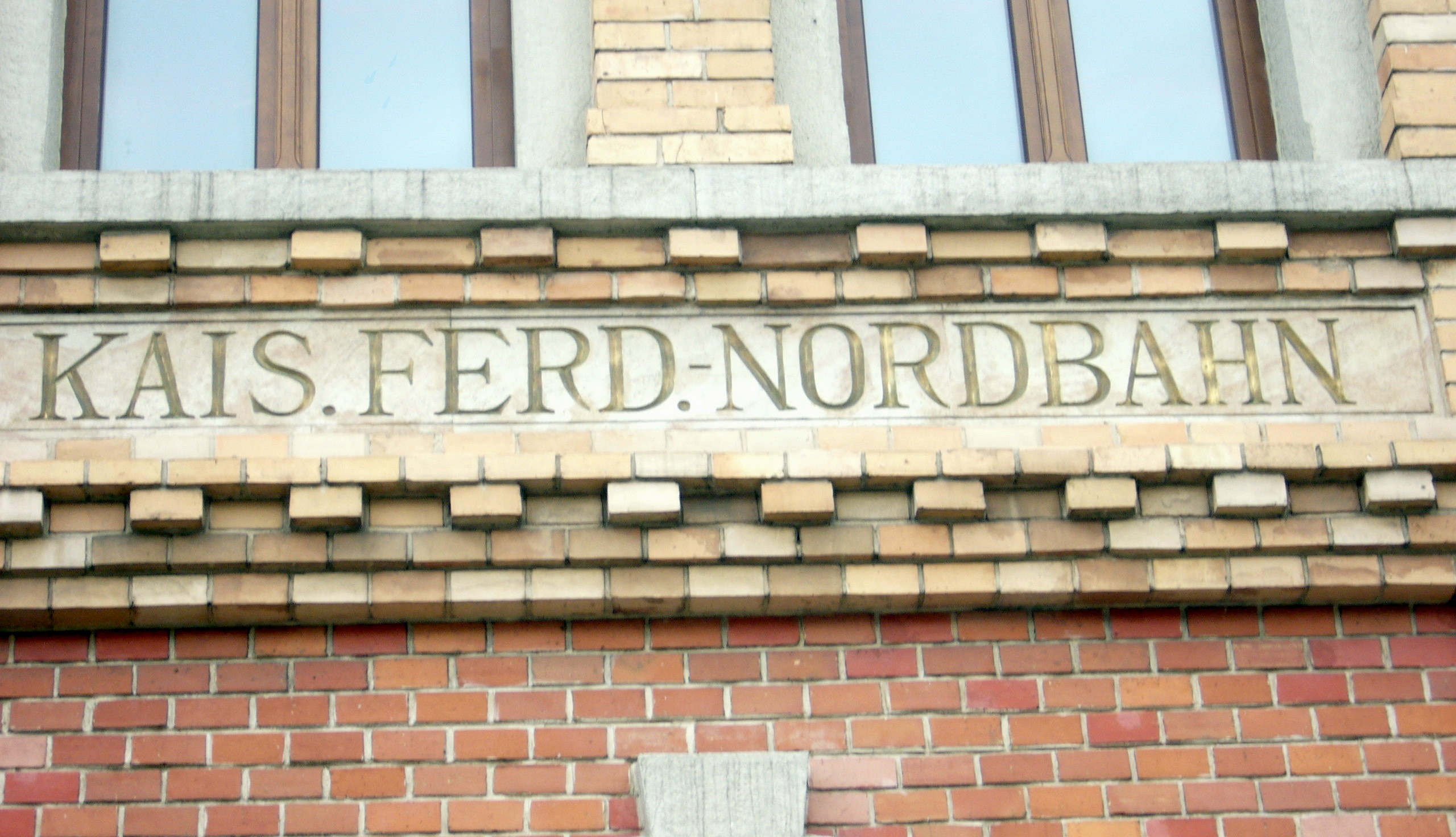
"Kaiser-Ferdinands-Nordbahn", targa affissa presso la stazione ferroviaria di Bielsko-Biała

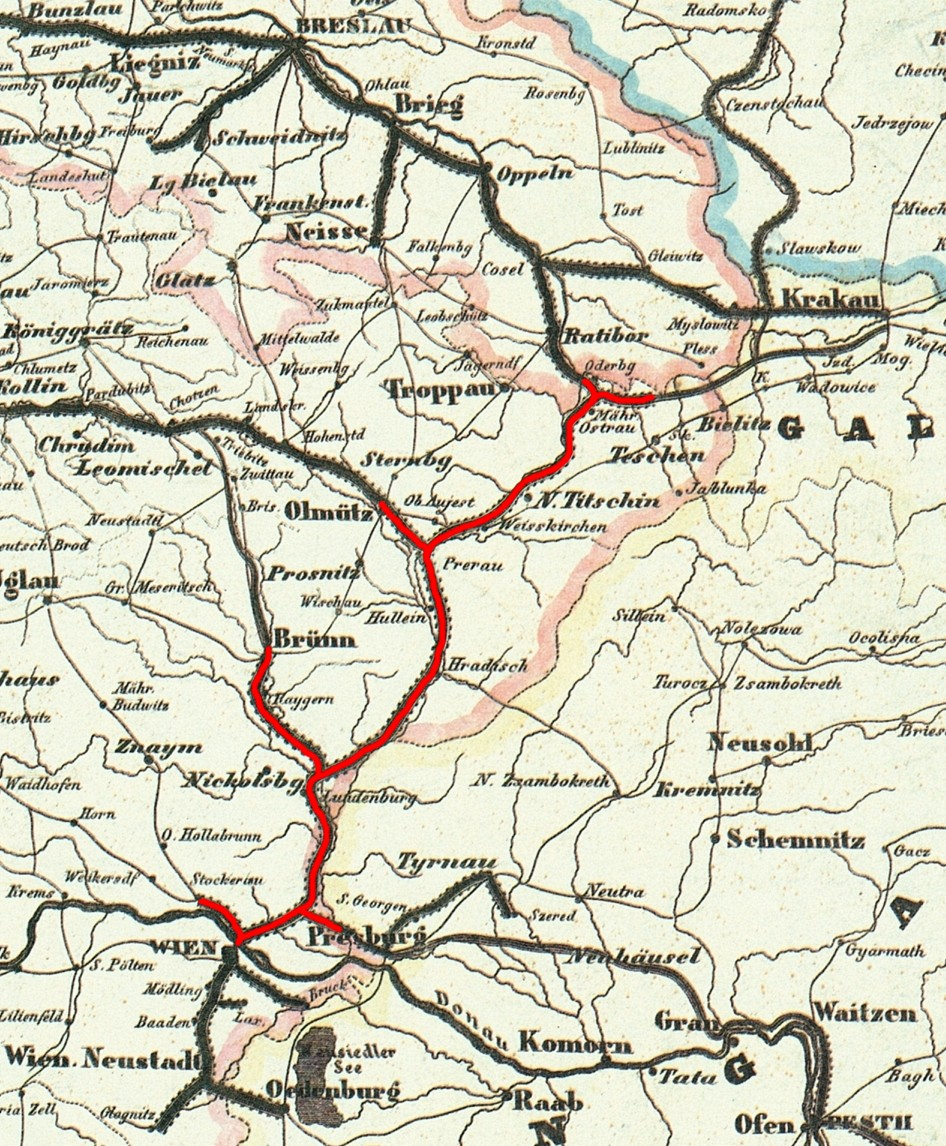
Carta del 1849: percorso della ferrovia del Nord

La Nordbahn o Kaiser-Ferdinands-Nordbahn fu la prima linea ferroviaria con trazione a vapore costruita in Austria; fu finanziata da Salomon Mayer von Rothschild e gestita dalla Kaiser Ferdinands Nordbahn.
Il primo tratto fu costruito tra Floridsdorf e Deutsch Wagram nel 1837, mentre il tratto mancante fino a Vienna fu completato nel 1838 e quello attraverso Břeclav fino a Brno nel 1839. Nel 1841 la ferrovia giunse fino a Přerov e Olomouc e nel 1842 Lipník nad Bečvou. L'estensione fino a Ostrava e Bohumín fu completata nel 1847.
La ferrovia del Nord non raggiunse mai Cracovia o Bochnia, perché fu in seguito collegata alla rete ferroviaria della Prussia presso Auschwitz. La ferrovia fu nazionalizzata nel 1907; la compagnia tuttavia continuò ad operare in quanto possedeva numerose miniere di carbone e altre imprese a Ostrava; queste attività continuarono anche dopo la nazionalizzazione della ferrovia.
Dal novembre 1918 la Nordbahn venne gestita dalle Österreichischen Staatsbahnen (ÖStB); nel 1923 dalle Bundesbahnen Österreich (BBÖ). Dall'Anschluss e fino al 1945 la linea passò sotto il controllo della Deutsche Reichsbahn. Dopo il conflitto, a partire dal 1947 venne inserita nella rete delle Österreichische Bundesbahnen (ÖBB) tuttavia la sua operatività rimaneva limitata dalla interruzione sul Danubio il cui ponte era stato distrutto nell'aprile 1945 e venne riattivato solo dopo il 1959. La creazione della cosiddetta cortina di ferro aveva inoltre fatto perdere importanza alla ferrovia in quanto diretta verso il blocco orientale.
Il 17 gennaio 1962 venne riattivata la linea ferroviaria Floridsdorf-Meidling con la nuova fermata di Vienna Traisengasse tra il Prater Stern e Floridsdorf.
La stazione di Vienna Nord, distrutta nella seconda guerra mondiale, fu ricostruita nel 1962.
Nel 1996 la stazione di Floridsdorf fu completamente rinnovata; tra 2004 e 2008 venne costruita la stazione di Vienna Praterstern e adattata per il traffico di treni a lunga percorrenza. La stazione Nord è utilizzata solamente per le linee ferroviarie suburbane o regionali.

### Sezioni della linea costruite fino al 1856
I confini degli stati e i nomi delle città sono quelli odierni:
- Floridsdorf-Deutsch Wagram (1837), prima ferrovia a vapore in Austria
- Vienna (Wien Nordbahnhof)-Gänserndorf (1838)
- Gänserndorf - Břeclav (1839), (prima ferrovia a vapore nella Repubblica Ceca)
- Břeclav - Brno (1839)
- Břeclav - Hodonín - Staré Město u Uherského Hradiště - Přerov (1841)
- Přerov - Olomouc (1841)
- Přerov - Lipník nad Bečvou (1842)
- Lipník nad Bečvou - Hranice na Moravě - Ostrava - Bohumín (1847)
- Ostrava - Opava (1855)
- Bohumín - Petrovice u Karviné - Zebrzydowice - Oświęcim; Czechowice-Dziedzice-Bielsko  (1855)
- Oświęcim - Cracovia (1856)

## Caratteristiche

### Percorso attuale

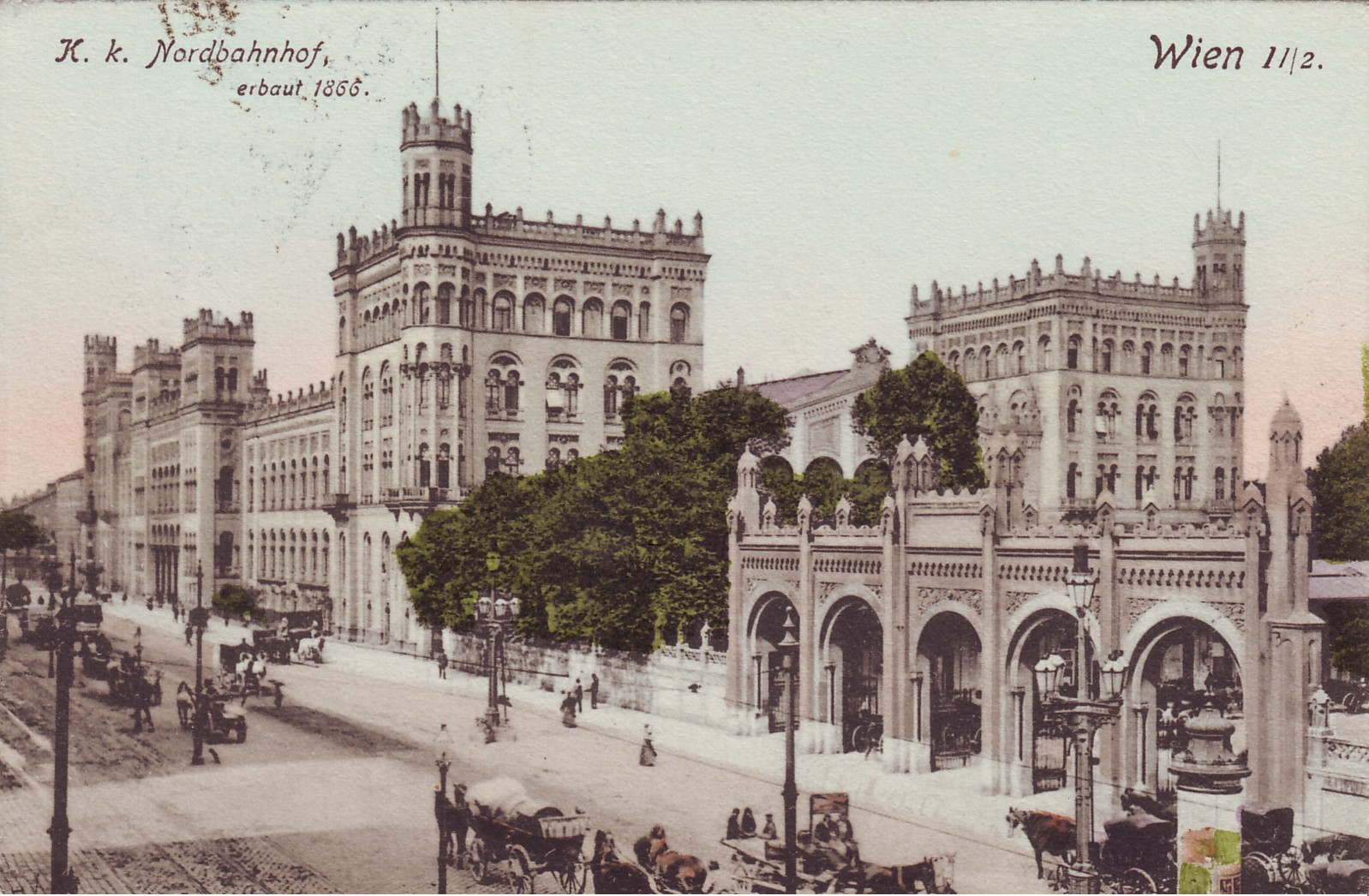
La Wiener Nordbahnhof (stazione di Vienna Nord) nel 1908

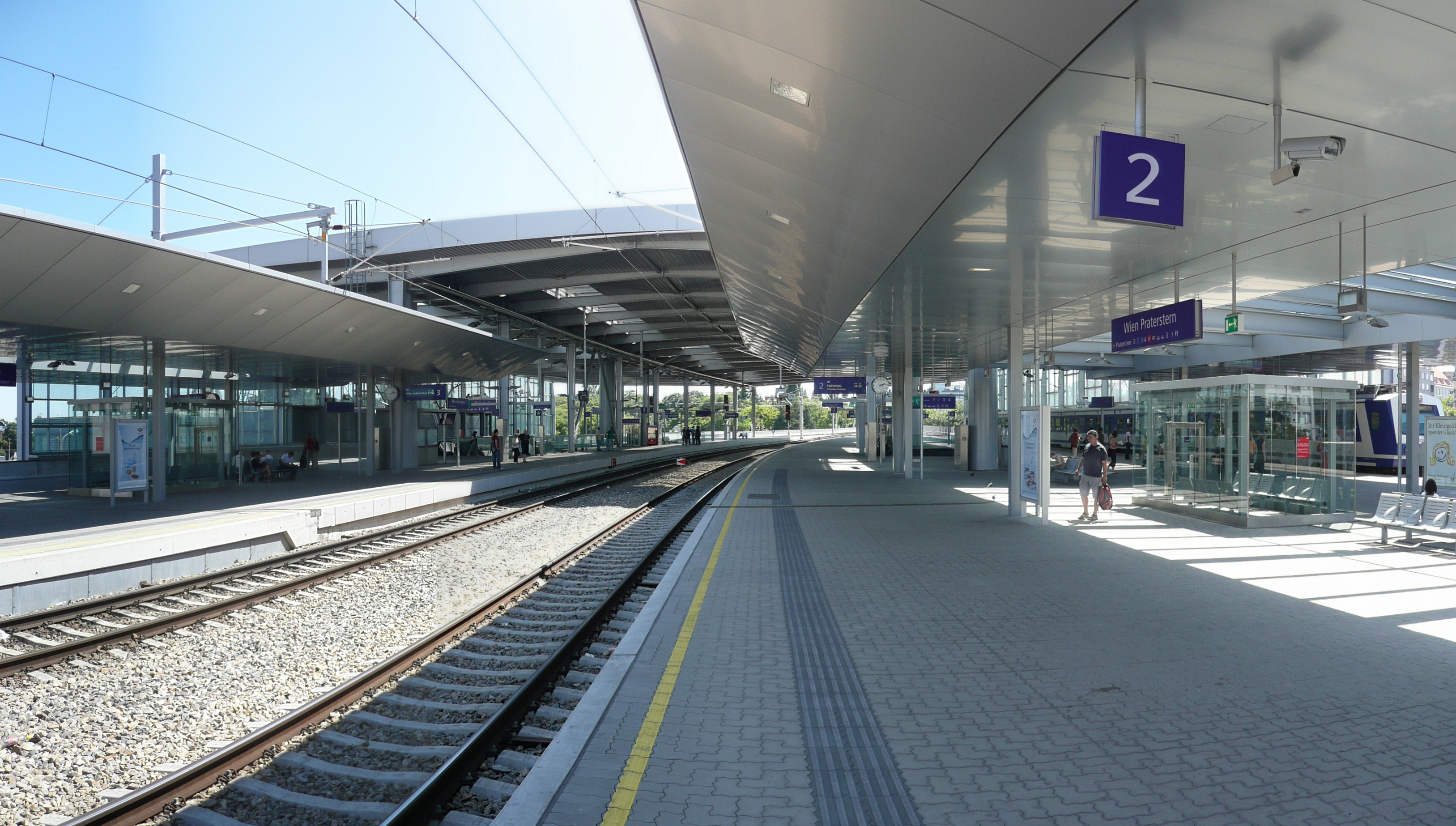
La stazione di Vienna Praterstern, nel 2008; sostituisce la vecchia stazione Nord

|  | Straight track |

|  | Station on track |

|  | Non-passenger station/depot on track |

| Unknown route-map component "exKDSTa" | Straight track |

| Unknown route-map component "eBS2l" | Unknown route-map component "BS2r" |

| Stop on track |

| Stop on track |

| Unknown route-map component "THSTo" |

| Unknown route-map component "hKRZWae" |

| Stop on track |

| Station on track |

| Unknown route-map component "ABZgl" |

| Non-passenger station/depot on track |

| Stop on track |

| Unknown route-map component "STR+l" | Unknown route-map component "KRZu" |  |

| One way leftward | Unknown route-map component "ABZg+r" |  |

| Station on track |

| Unknown route-map component "STR+GRZq" |

| Unknown route-map component "STR+l" | Unknown route-map component "ABZgr" |  |

| Straight track | Non-passenger station/depot on track |  |

| Straight track | Unknown route-map component "ABZgl" | Unknown route-map component "STR+r" |

| Unknown route-map component "ABZqr+r" | Unknown route-map component "SPLag+r" | Straight track |

| Straight track | Unknown route-map component "vSTRlo-SHI1r" | Unknown route-map component "ABZql+r" |

| Non-passenger station/depot on track | Straight track | Straight track |

| One way leftward | Unknown route-map component "ABZg+r" | Straight track |

|  | Station on track | Straight track |

|  | Unknown route-map component "ABZg+l" | One way rightward |

| Stop on track |

| Unknown route-map component "STR+GRZq" |

| Station on track |

| Stop on track |

| Stop on track |

| Non-passenger station/depot on track |

| Unknown route-map component "ABZgr" |

| Stop on track |

| Station on track |

| Unknown route-map component "ABZgl" |

| Unknown route-map component "ABZgr" |

| Stop on track |

| Stop on track |

| Station on track |

| Unknown route-map component "ABZgr" |

| Stop on track |

| Station on track |

| Stop on track |

| Stop on track |

| Station on track |

| Unknown route-map component "ABZgl" |

| Unknown route-map component "ABZg+l" |

| Unknown route-map component "ABZgr" |

| Station on track |

| Stop on track |

| Non-passenger station/depot on track |

| Stop on track |

| Unknown route-map component "hKRZWae" |

| Unknown route-map component "STR+GRZq" |

| Restricted border on track |

| Straight track |

| Unknown route-map component "hKRZWae" |

| Unknown route-map component "ABZg+l" |

| Unknown route-map component "ABZg+r" |

| Unknown route-map component "hKRZWae" |

| Station on track |

| Unknown route-map component "ABZgr" |

| Unknown route-map component "ABZgl" |

| Straight track |